# Memories of the Sword
Memories of the Sword (협녀: 칼의 기억 en hangul; en romanització revisada del coreà: Hyeomnyeo: kar-ui gi-eok, que significa "guerrera: memòries de l'espasa") és una pel·lícula sud-coreana estrenada al seu país natal l'agost del 2015 del gènere històric (concretament el període Goryeo) i d'arts marcials dirigida per Parc Heung-shik i protagonitzada per Jeon Do-yeon, Lee Byung-hun i Kim Go-eun.

## Trama
La pel·lícula narra la història de tres espadatxins, Poong-Cheon, Seol-sonar, i Deok-gi, que encapçalen una revolta durant l'era de Goryeo. Quan el seu desig de llibertat i de justícia està a punt de complir-se, Deok-gi els traeix. La jove cercarà venjar la mort de la seva mare amb un enfrontament davant un dels majors guerrers de la dinastia.

## Rebuda
El crític de New York Times digué que la pel·lícula era rica en detalls històrics però es feia cansada pels elements de telenovel·la.